# جون غليني
جون غليني (بالإنجليزية: John David Glennie)‏ (18 أبريل 1825 - 7 يناير 1903) هو لاعب كريكت بريطاني (وحمل سابقاً جنسية المملكة المتحدة لبريطانيا العظمى وأيرلندا).

## وصلات خارجية
- جون غليني على موقع إي آس بي آن كريك إنفو (الإنجليزية)